# São Salvador de Viveiro
São Salvador de Viveiro ist ein Ort und eine ehemalige Gemeinde (Freguesia) im portugiesischen Kreis Boticas. Die Gemeinde hatte 293 Einwohner (Stand 30. Juni 2011).
Am 29. September 2013 wurden die Gemeinden São Salvador de Viveiro und Vilar zur neuen Gemeinde Vilar e Viveiro zusammengeschlossen.